# 아와나카시마역
아와나카시마역(일본어: 阿波中島駅 あわなかしまえき[*])은 일본 도쿠시마현 아난시에 위치한 시코쿠 여객철도 무기 선의 철도역이다. 역 번호는 M11이며, 단선 승강장 1면 1선 구조를 갖춘 지상역이다.

## 이용 현황
| 연도     | 이용 인원 | 연도     | 이용 인원 |
| 1995년도 | 290       | 2003년도 | 233       |
| 1996년도 | 270       | 2004년도 | 212       |
| 1997년도 | 245       | 2005년도 | 200       |
| 1998년도 | 246       | 2006년도 | 207       |
| 1999년도 | 246       | 2007년도 | 209       |
| 2000년도 | 244       | 2008년도 | 207       |
| 2001년도 | 245       | 2009년도 | 193       |
| 2002년도 | 245       | 2010년도 | 205       |
| -------- | --------- | -------- | --------- |

## 역 주변
- 아난 시청 나카가와 지소
- 아난 시립 나카가와 도서관

## 역사
- 1936년
  - 3월 27일 : 아와나카지마역 개업.
  - 10월 15일 : 아와나카시마역으로 명칭 변경.
- 1987년 4월 1일 : 일본국유철도 분할 민영화에 의해, 시코쿠 여객철도가 승계.
- 2010년 9월 1일 : 무인화.

## 인접 역
| 시코쿠 여객철도 무기 선     | 시코쿠 여객철도 무기 선 | 시코쿠 여객철도 무기 선 |
| --------------------------- | ----------------------- | ----------------------- |
| M 10 니시바라 도쿠시마 방면 | 보통                    | 아난 M 12 가이후 방면   |